# Dmitri Torgovánov
Dmitri Torgovánov (Leningrado, 5 de enero de 1972) fue un jugador de balonmano ruso que jugaba de pivote. Fue uno de los componentes de la Selección de balonmano de Rusia con la que disputó 219 partidos internacionales en los que ha anotó un total de 689 goles.
En 2011 se hizo cargo de la dirección deportiva del St. Petersburg HC con el que consiguió tres subcampeonatos consecutivos de la liga rusa, clasificándose por tanto para la Liga de Campaones en cada una de ellas. 

## Equipos
- Nova St. Petersburgo (-1996)
- SG Wallau-Massenheim (1996-1999)
- SG Solingen (1999-2001)
- TUSEM Essen (2001-2005)
- SG Kronau-Östrigen (2005-2007)
- HSV Hamburg (2007-2009)

## Palmarés
- Liga de Rusia 1993
- Copa EHF 2005